# Вырезка по-будапештски
Вырезка по-будапештски (венг. bélszinjava Budapest módra) — мясное блюдо венгерской кухни, жареное говяжье филе под соусом-рагу из гусиной печени, шпига, грибов, зелёного перца и зелёного горошка. Обычно сервируется с отварным или жареным картофелем и рисом.
Блюдо было создано для участия ВНР во Всемирной выставке 1958 года в Брюсселе. Лучшим поварам было поручено подготовить рецепт изысканного, нового и типично венгерского блюда, поэтому среди его ингредиентов фигурировали качественные и дорогие продукты. Рецепт для Всемирной выставки оказался трудоёмким, блюдо обладало противоречивым набором вкусовых оттенков и не завоевало никаких призов. В упрощённом виде вырезка по-будапештски завоевала себе место в венгерской ресторанной кухне.
Рагу для вырезки по-будапештски начинают готовить с приготовления основы пёркёльта — обжарки репчатого лука с паприкой и приготовления с ними бульона на свиных костях. На жире, вытопленном из шпига, обжаривают нарезанные кубиками грибы, гусиную печень, зелёный перец, зелёный горошек и иногда помидоры. Для получения соуса консистенцией не очень густого рагу добавляют бульон. Говядину обжаривают перед подачей в зависимости от вкуса: слегка (с кровью), средне или полностью. К. Гундель рекомендовал сервировать ломтики мяса на подушке из отварного риса и поливать рагу, отдельно на тарелку выкладывать картофельный гарнир.